# HD81889
HD81889 — хімічно пекулярна зоря спектрального класу A0, що має видиму зоряну величину в смузі V приблизно  7,8.
Вона  розташована на відстані близько 457,4 світлових років від Сонця.